# Leuciscus turskyi
Leuciscus turskyi és una espècie de peix cipriniforme de la família dels ciprínids.

## Morfologia
Els mascles poden assolir els 25 cm de longitud total.

## Alimentació
Menja invertebrats.

## Hàbitat
Viu a les aigües dolces, estancades i lentes.

## Distribució geogràfica
Es troba a Croàcia: riu Cikola (afluent del riu Krka).

## Estat de conservació
Té una distribució molt limitada i hom pensava que s'havia extingit fins que va ésser redescobert el maig del 2002. Les seues principals amenaces són l'extracció d'aigua, la contaminació i la sequera.